# Roystonea oleracea
Roystonea oleracea är en enhjärtbladig växtart som först beskrevs av Nikolaus Joseph von Jacquin, och fick sitt nu gällande namn av Orator Fuller Cook. Roystonea oleracea ingår i släktet Roystonea och familjen Arecaceae. Inga underarter finns listade i Catalogue of Life.

## Bildgalleri

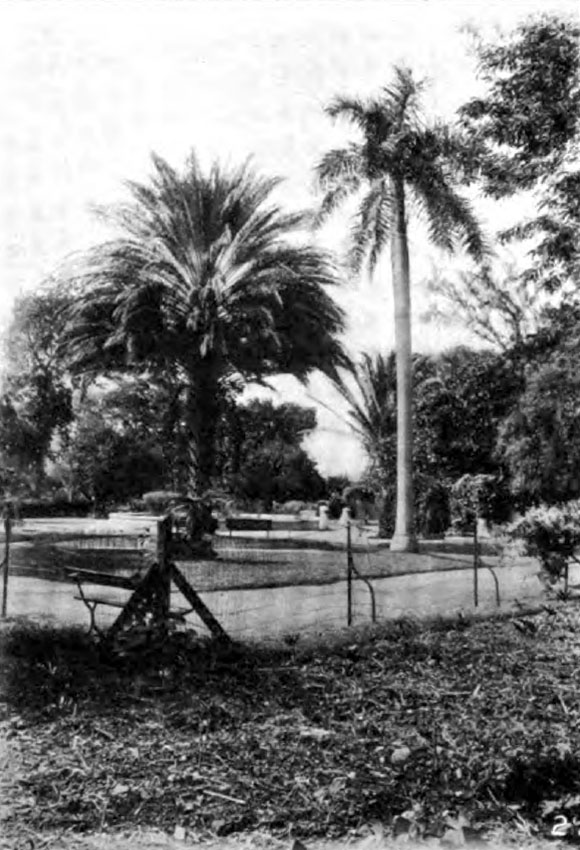
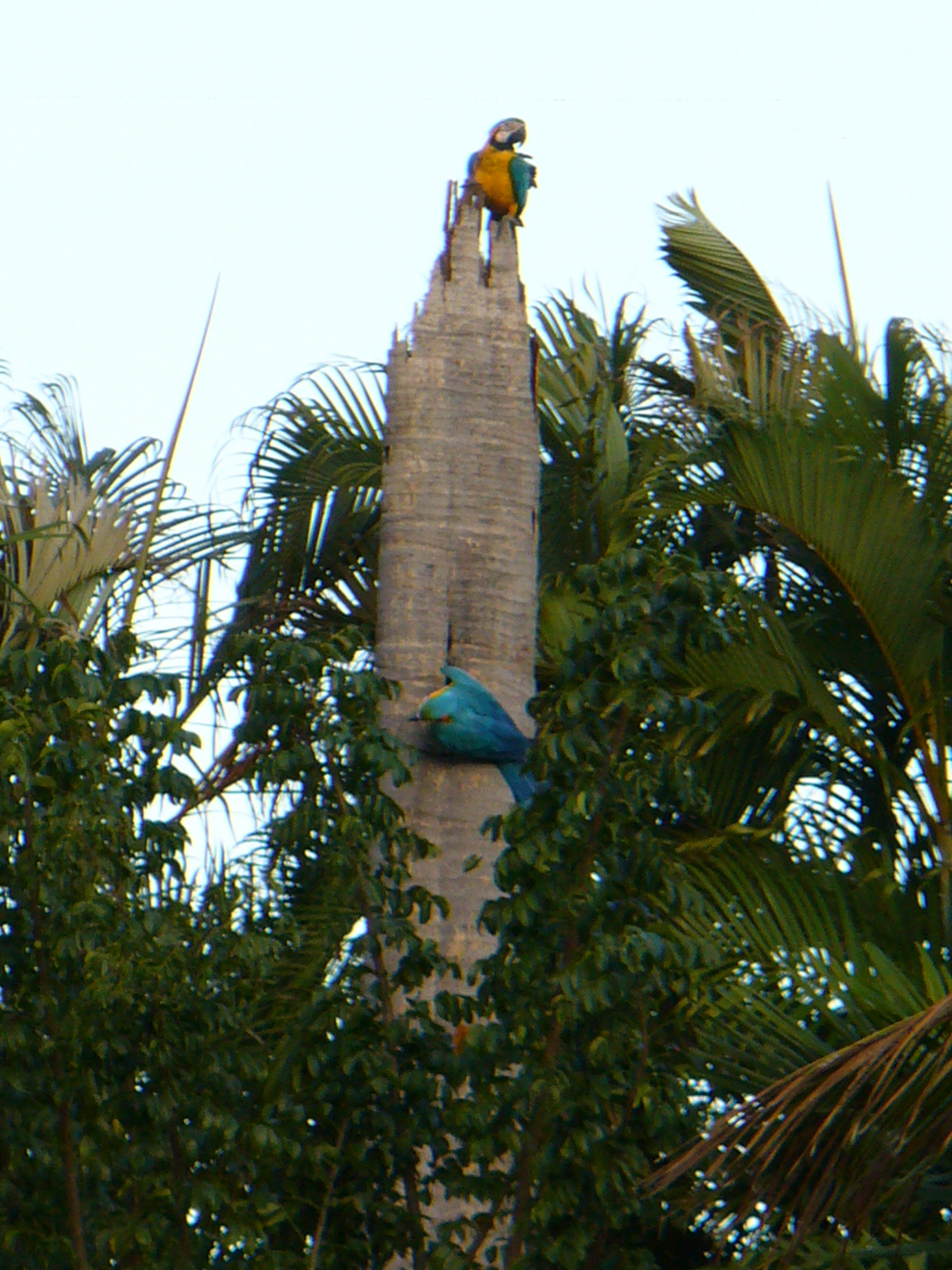
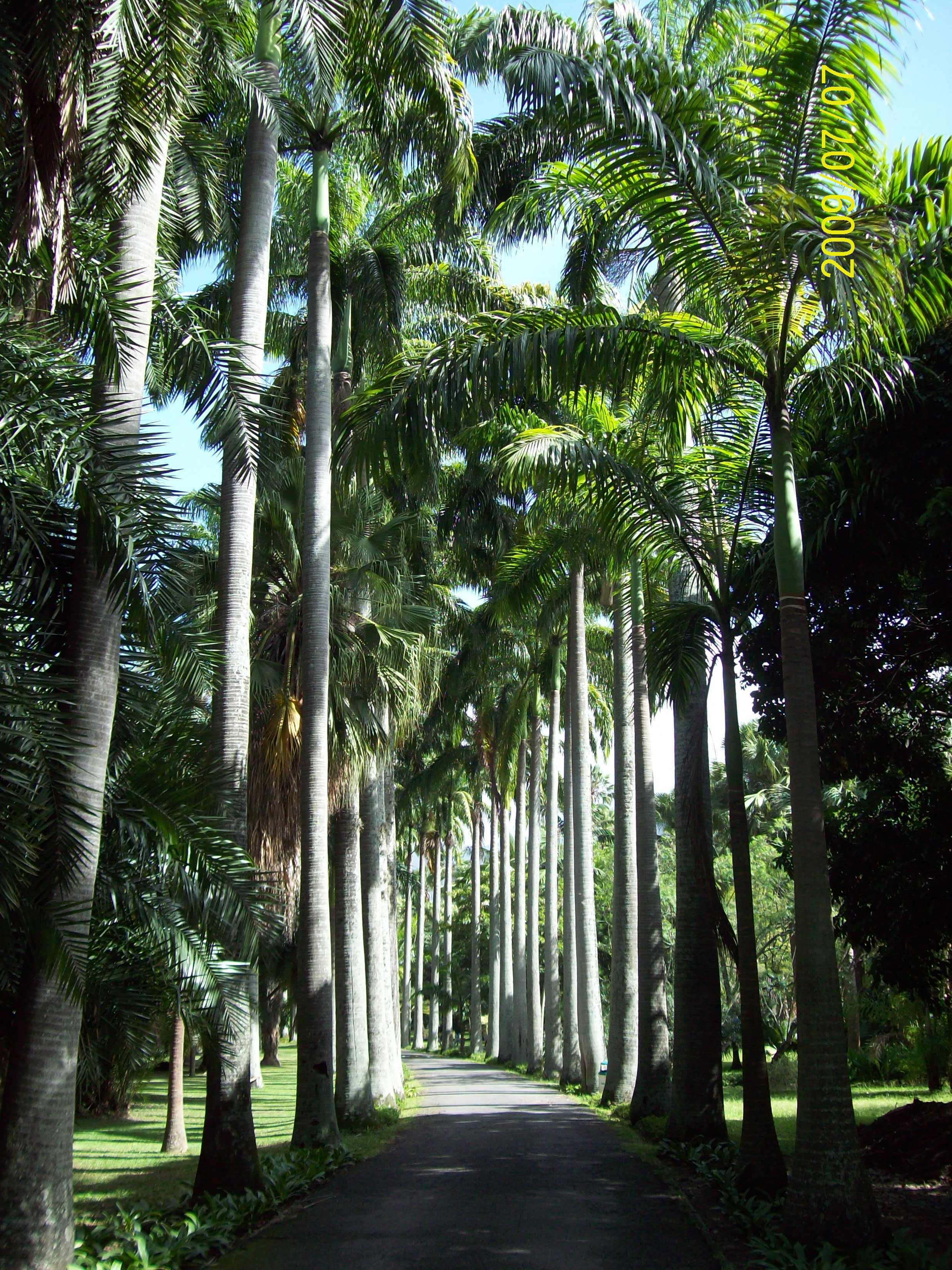
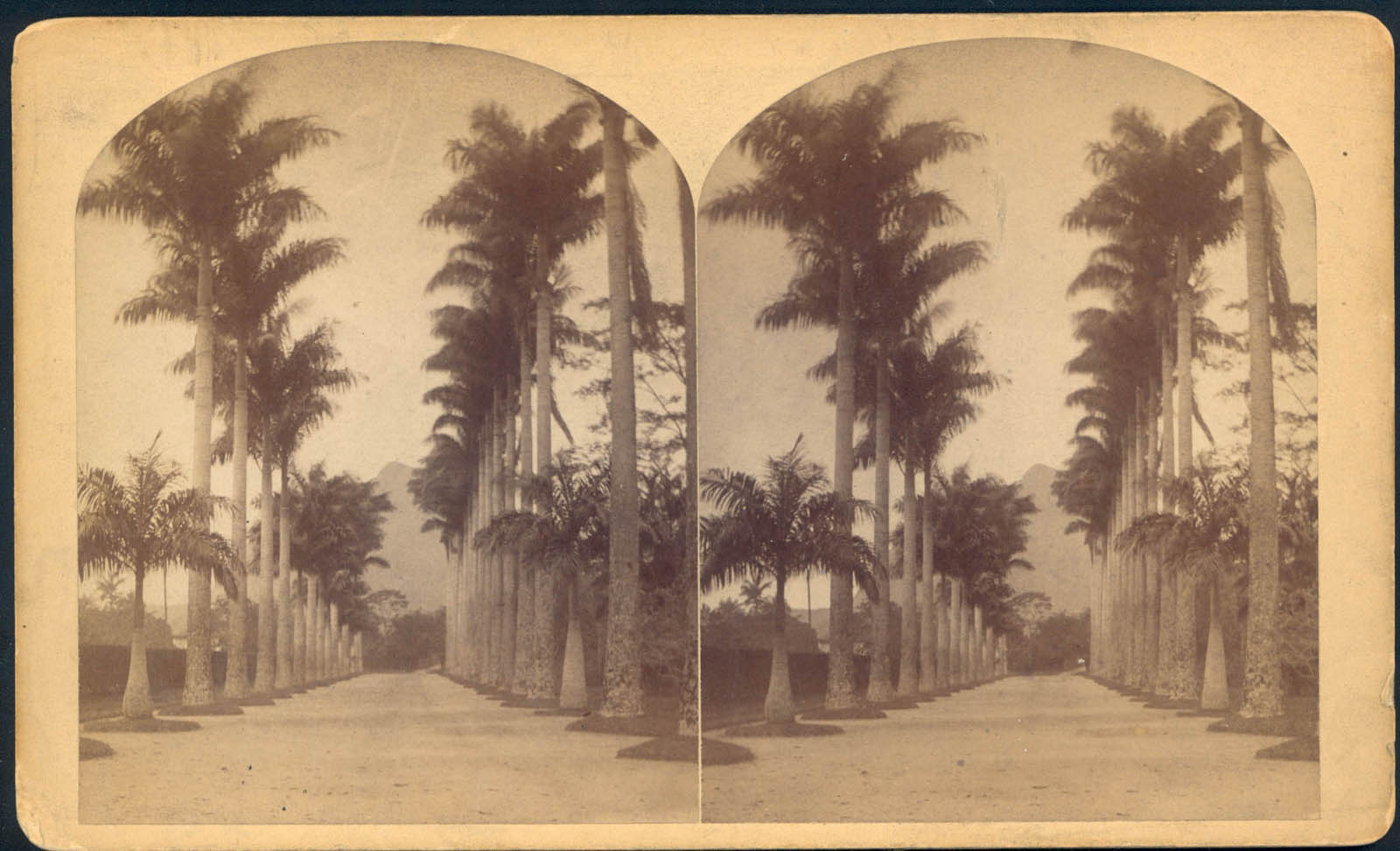
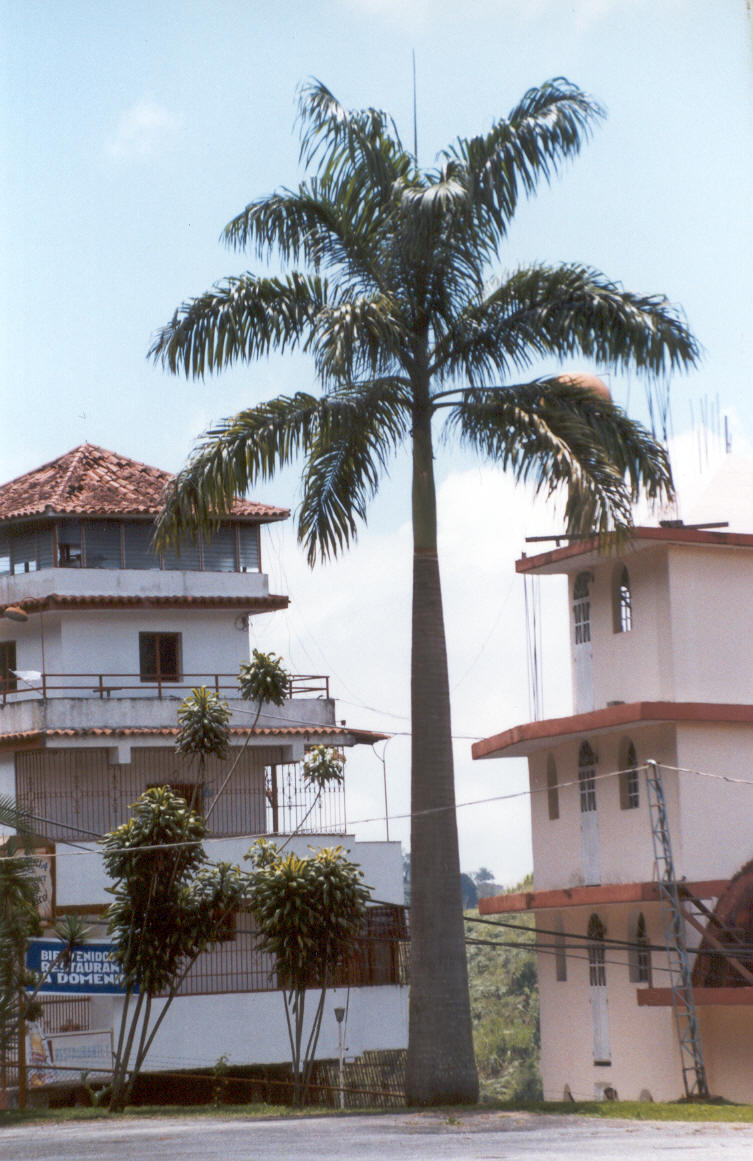
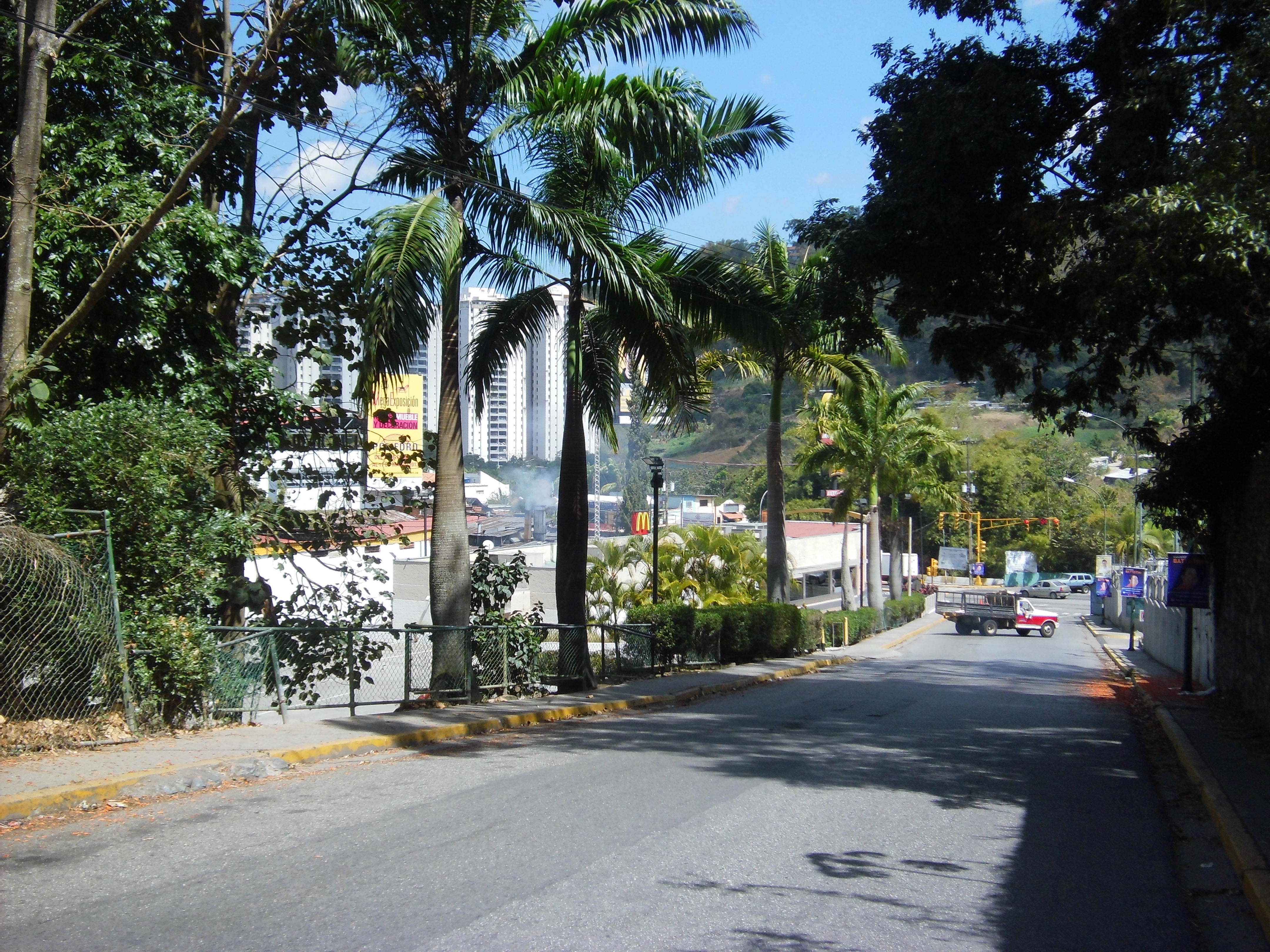